# 李長
李長（1470年—1521年），字復之，號雲岩，浙江處州府縉雲縣人，民籍，明朝政治人物。

## 生平
弘治十一年（1498年）戊午科浙江鄉試舉人。正德六年（1511年）中式辛未科會試第□百六十二名，登第三甲第二十九名進士。擢户科給事中。。授江西新昌縣知縣，擢户科給事中。謫福甯州州判，卒於官。

## 著作
著有《閒時吟》《掖垣疏稿》。

## 家族
曾祖李襲，贈刑部侍郎；祖父李檣；父李顥，曾任貢士。前母鄭氏；母朱氏。